# Ceryx interrupta
Ceryx interrupta là một loài bướm đêm thuộc phân họ Arctiinae, họ Erebidae.